# Spoorlijn Montérolier-Buchy - Saint-Saëns
De Spoorlijn Montérolier-Buchy - Saint-Saëns was een Franse spoorlijn van Montérolier naar Saint-Saëns. De lijn was 10,2 km lang en heeft als lijnnummer 349 000.

## Geschiedenis
De lijn werd aangelegd door de Compagnie des chemins de fer du Nord en geopend op 14 oktober 1900. Tot 29 oktober 1934 was er personenvervoer op de lijn, waarna de lijn nog tot 1 januari 1953 in gebruik was voor goederenvervoer. Daarna is de lijn gesloten en opgebroken.

## Aansluitingen
In de volgende plaatsen is of was er een aansluiting op de volgende spoorlijnen:
Montérolier-Buchy
RFN 321 000, spoorlijn tussen Saint-Roch en Darnétal-Bifurcation
RFN 354 000, spoorlijn tussen Montérolier-Buchy en Motteville

## Galerij

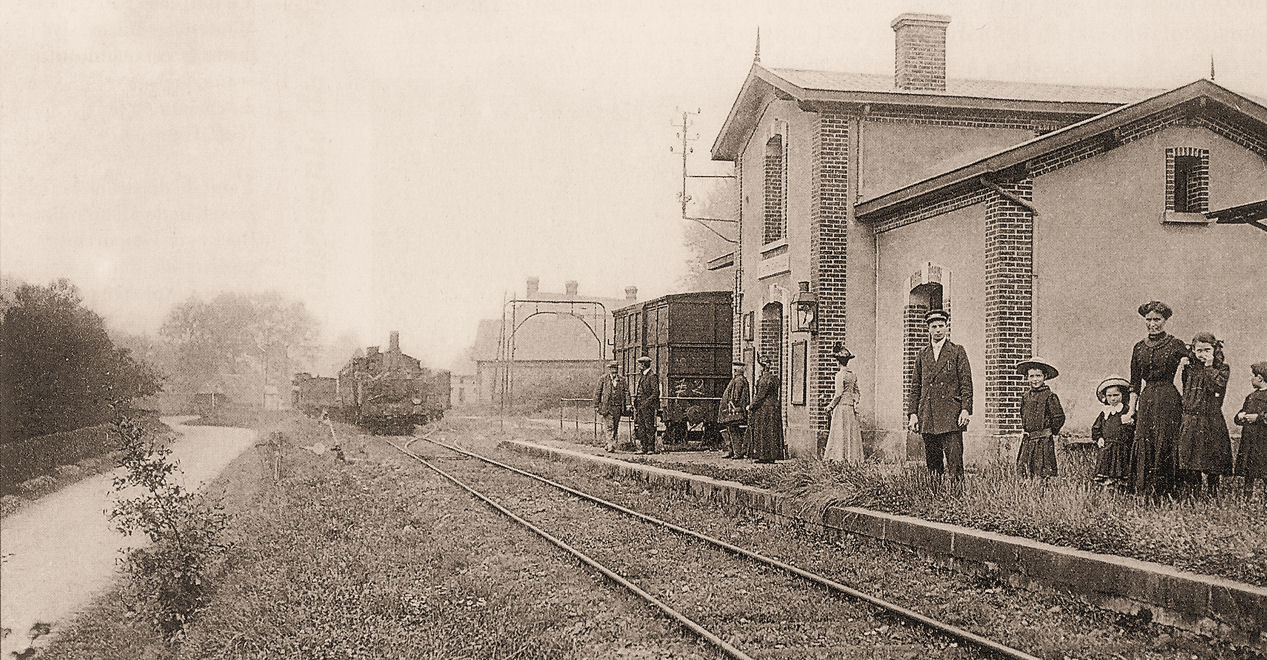
Station Saint-Martin-Osmonville
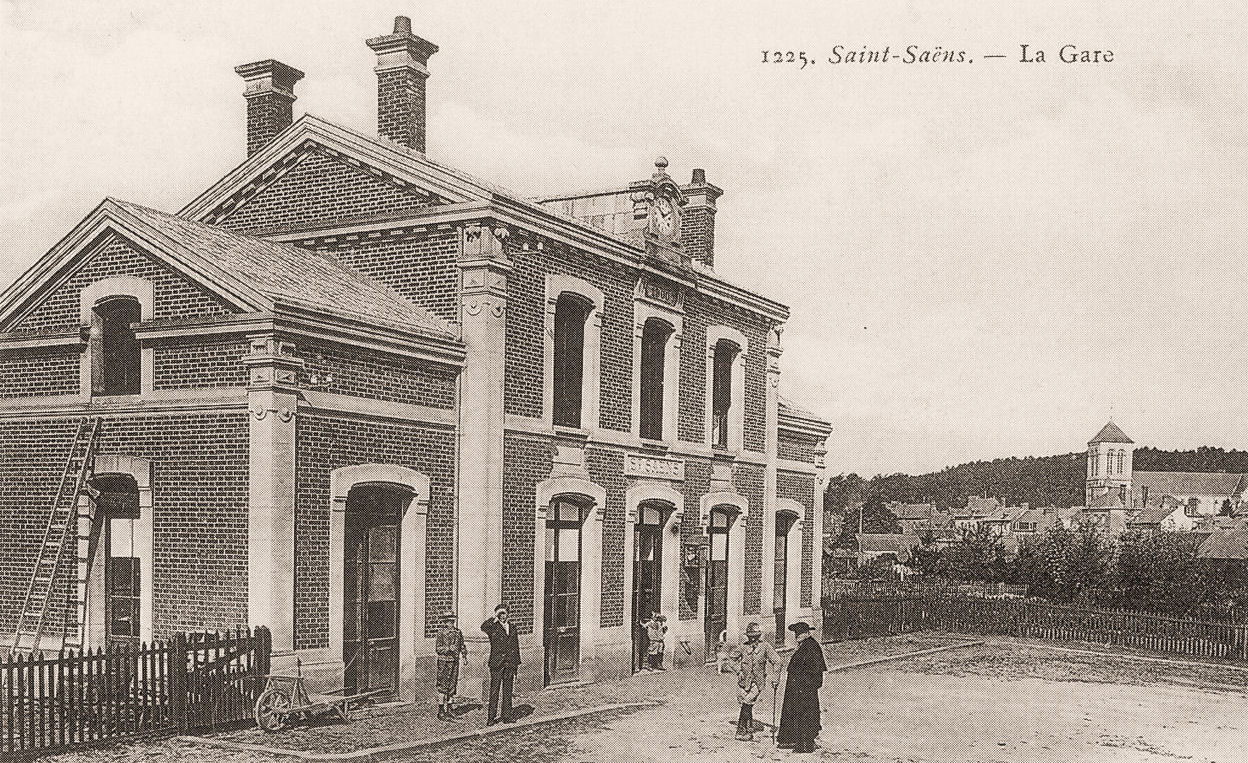
Station Saint-Saëns